# 恋愛時代 (2006年のテレビドラマ)
『恋愛時代』（れんあいじだい、原題：연애시대）は、ソン・イェジンとカム・ウソン主演で2006年にSBSにて放送された韓国の連続テレビドラマ。1996年に日本で刊行された野沢尚作の小説『恋愛時代』をテレビドラマ化した作品で、離婚後にも顔を合わせる元夫婦の互いの気持ちを描く。イエローフィルム（옐로우필름）が制作し、映画『同い年の家庭教師』などを書いた脚本家パク・ヨンソンが脚本を書き、映画『エンジェル・スノー』などを監督したハン・ジスンが演出した。2007年の百想芸術大賞のテレビ部門でソン・イェジンが女性最優秀演技賞を受賞した。

## 登場人物

### 主要人物
ユ・ウノ〈29歳〉
演 - ソン・イェジン
元水泳の選手。ドンジンの元妻。
イ・ドンジン〈33歳〉
演 - カム・ウソン
書店員。ウノの元夫。
ユ・ジホ〈24歳〉
演 - イ・ハナ
ウノの妹。大学生。
コン・ジュンピョ〈33歳〉
演 - コン・ヒョンジン
大学病院の産婦人科医。
ミン・ヒョンジュン〈26歳〉
演 - イ・ジヌク
ウノと付き合おうとする。
チョン・ユギョン〈33歳〉
演 - ムン・ジョンヒ
ドンジンの中学時代の同級生。

### その他の人物
キム・ミヨン〈29歳〉
演 - オ・ユナ
ウノの小学校時代の同級生。
ナ・ユリ〈28歳〉
演 - ハ・ジェスク
ウノの友人。女子プロレスラー。
ユ・ギヨン
演 - キム・ガプス
ウノの父。牧師。
チョ・ウンソル〈7歳〉
演 - チン・ジヒ
ミヨンの娘。
チョン・ユンス〈38歳〉
演 - ソ・テファ
ジホが通う大学の教授。

## 放送局と放送期間

### 韓国での放送
- SBS 2006年4月3日 - 2006年5月23日。その後、ドラマ全編の動画がSBSの公式ウェブサイトで無料で公開されている[10]。

### 日本での放送
- KNTV 2007年4月21日 - 2007年6月10日
- LaLa TV 2007年10月13日 - 2008年1月26日
- tvk 2008年4月15日 - 2008年9月23日（日本語吹き替え）[11][12]
- BS-i 2008年10月9日 - 2009年1月29日